# Elio Matacena
Elio Matacena (Napoli, 14 gennaio 1924 – Napoli, 28 agosto 2012) è stato un armatore e imprenditore italiano.

## Biografia
È noto per avere sin dagli anni sessanta dato inizio al traghettamento nello stretto di Messina fondando, insieme al fratello Amedeo, la Caronte S.p.A.
Nel 1998, i fratelli Amedeo e Elio Matacena scissero la Caronte S.p.A. in due rami di azienda ed Elio continuo l’attività di traghettamento nello stretto di Messina.
In seguito la società si fuse con la Tourist Ferry Boat per costituire la Caronte & Tourist, dove Elio Matacena ne ricoprì il ruolo di presidente.
Fu anche il fondatore della società di ingegneria Ponte di Archimede nello Stretto di Messina S.p.A., nota per i suoi progetti di produzione di energia rinnovabile sfruttando le correnti marine. Collaborò con la Repubblica Popolare Cinese costituendo nel 2001 la “Fondazione Matacena” per la cooperazione tra scienziati italiani e cinesi.

## Brevetti
Nel 1998 ha brevettato la turbina “Kobold”, ad asse verticale, una stazione galleggiante per la produzione di energia elettrica dalle correnti marine, il cui prototipo opera nello Stretto di Messina.

## Onorificenze
Nel 2004 ha ricevuto il premio “Gabbiano d’Argento” della Biennale Internazionale del Mare, per avere attivato la prima linea di cabotaggio in Italia “Autostrade del Mare” che riduce significativamente l’inquinamento prodotto dal traffico commerciale su strada.
Nello stesso anno è stato insignito del più importante riconoscimento dal Governo della Repubblica Popolare Cinese “International Scientific and Technological Cooperation”, e, nel 2010, il premio “Contributo di Amicizia” dal Primo Ministro Wen Jiabao.
Nel 1998 gli fu conferita l’onorificenza di Grande ufficiale dell'Ordine al merito della Repubblica italiana e, nel 2005, l’onorificenza di Cavaliere del lavoro.
Nel 2018, in occasione dell'arrivo della nuova nave della Caronte & Tourist, la nave è stata battezzata col nome Elio, dedicandola al fondatore di questa azienda.